# Le Triangle du Diable
Pour l’article homonyme, voir Le Triangle du diable.
Pour plus de détails, voir Fiche technique et Distribution.
Le Triangle du Diable  ou Le Triangle de Satan  (Satan's Triangle) est un téléfilm américain réalisé par Sutton Roley, produit par la chaîne ABC et diffusé le 14 janvier 1975.
Il a été diffusé en France pour la première fois le 11 novembre 1975 sur TF1, puis rediffusé par erreur en février 1979 sur la même chaine. Rediffusion sous le titre Le Triangle de Satan le 7 juin 1988 sur M6.

## Synopsis
Un hélicoptère avec deux sauveteurs des gardes-côtes américain est envoyé au secours de l'équipage d'un voilier. Arrivé sur place, l'un des deux hommes descend à bord et découvre qu'il n'y a qu'une seule survivante, Eva. Un accident mécanique survient obligeant l'homme et la jeune femme à passer la nuit à bord.

## Fiche technique
- Titre original : Satan's Triangle
- Titre français : Le Triangle du Diable ou Le Triangle de Satan
- Réalisation : Sutton Roley
- Scénario : William Read Woodfield
- Directeur de la photographie : Leonard J. South
- Montage : Bud Molin et Dennis Virkler
- Musique : Johnny Pate
- Distribution : Joyce Selznick
- Création des costumes : Alan Levine
- Effets spéciaux de maquillage : Bob Westmoreland
- Effets visuels : Gene Grigg
- Producteur : James Rokos
- Producteurs exécutifs : Paul Junger Witt et Tony Thomas
- Producteurs associés : Judith Craig Marlin et David M. Shapiro
- Compagnies de production : Danny Thomas Productions et American Broadcasting Company
- Compagnie de distribution : ABC
- Genre : Film fantastique
- Pays :  États-Unis
- Durée : 71 minutes
- Dates de diffusion :
  -  États-Unis : 14 janvier 1975 sur ABC
  -  France : 11 novembre 1975 sur TF1

## Distribution
- Kim Novak (VF : Julia Dancourt) : Eva
- Doug McClure (VF : Marcel Bozzuffi) : Haig
- Michael Conrad (VF : Pierre Garin) : Pagnolini
- Alejandro Rey (VF : Serge Lhorca) : Père Martin
- Ed Lauter (VF : Daniel Gall) : Strickland
- Hank Stohl (VF : Raymond Loyer) : Capitaine des gardes côtes Dunnock
- Peter Bourne (VF : Jacques Torrens) : le capitaine suédois
- Jim Davis : Hal
- Titos Vandis : Salao
- Zitto Kazann : Juano

## DVD
- France :

- Le téléfilm est sorti dans une version entièrement restaurée en DVD le 18 octobre 2016 chez Showshank Films. Le ratio écran est en 4/3 1.33:1 plein écran en français et anglais 2.0 Mono avec sous-titres français. En bonus, un documentaire sur la diffusion du téléfilm par Jérôme Wybon ; comparatif avant et après restauration ; générique d'époque .